# Bavljenac
Koordinati:   43°42′10″N, 15°43′34″E
Bavljenac je majhen nenaseljen otoček v Jadranskem morju, ki pripada Hrvaški.
Bavljenac leži v Kaprijskem kanalu okoli 1,5 km zahodno od otoka Kaprije. Njegova površina meri 0,14 km². Dolžina obalnega pasu je 1,43 km.
Najvišji vrh otočka je visok 39 mnm.